# Rhaptapagis cantacuzenei
Rhaptapagis cantacuzenei is een hydroïdpoliep uit de familie Microhydrulidae. De poliep komt uit het geslacht Rhaptapagis. Rhaptapagis cantacuzenei werd in 1967 voor het eerst wetenschappelijk beschreven door Bouillon & Deroux.
De hydroïdpoliep komt voor in de buurt van Roscoff (Frankrijk). Het is de enige soort uit het geslacht Rhaptapagis.